# Národní knihovna Běloruska
Národní knihovna Běloruska (celým názvem — Státní instituce "Národní knihovna Běloruska", bělorusky Дзяржаўная ўстанова «Нацыянальная бібліятэка Беларусі) je národní a největší knihovna v Bělorusku. Nachází se v hlavním městě Minsku. Vlastní nejen největší sbírku tiskovin v běloruštině, ale i třetí největší světovou sbírku tiskovin v ruštině, po Ruské státní knihovně v Moskvě a Ruské národní knihovně v Petrohradě. Celkem schraňuje asi 10 milionů položek. Ředitelem je v současné době doktor pedagogiky Roman Motulsky.
Od roku 2006 knihovna sídlí v nové budově, jejíž architektonický návrh připravili Mihail Vinogradov a Viktor Kramarenko. Budově tvaru rhombocuboctahedronu (Archimédovo těleso s osmi trojúhelníkovými a osmnácti čtvercovými plochami) se lidově přezdívá diamant. Budova sahá do výšky 74 metrů a je podsvícená LED světly, které se zapínají každý den po západu slunce. Budova má 23 pater. Je vyobrazena i na běloruské bankovce v hodnotě 500 rublů.

## Statistika
V roce 2016 navštívilo knihovnu 77,4 tisíc lidí, kterým bylo vypůjčeno 2449,3 tisíc výtisků knih a časopisů. (V průměru 32 výtisků na každého čtenáře).

Počet půjčených knih a časopisů, v tisících:
Počet registrovaných uživatelů, v tisících: